# Harrison Bankhead
Harrison Napoleon Bankhead III (* 1. März 1955 in Waukegan, Illinois; † 6. April 2023) war
ein US-amerikanischer Jazzmusiker (Bass, Cello).

## Leben
Bankhead gehört zu den langjährigen Mitgliedern des AACM und arbeitete in der Chicagoer Jazzszene u. a. mit Muhal Richard Abrams, Fred Anderson, Mwata Bowden, Hamid Drake, Von Freeman, Billy Harper, Oliver Lake, Nicole Mitchell, Roscoe Mitchell, Bill Pierce, Avreeayl Ra, Dewey und Joshua Redman, Malachi Thompson, mit The Waukegan Symphony und in der Formation 8 Bold Souls (Sideshow, 1991). Unter eigenem Namen legte er 2011 das Album Morning Sun Harvest Moon vor, u. a. mit Edward Wilkerson und Mars Williams.
Nach Ansicht von Neil Tesser wurzelt Bankheads Bassspiel in Chicagoer Vorbildern wie Milt Hinton, Wilbur Ware und Malachi Favors.

## Diskographische Hinweise
- Fred Anderson – 21st Century Chase (Delmark, 2011)
- Fred Anderson & Harrison Bankhead - The Great Vision Concert (Ayler Records)
- Pierre Dørge: Live in Chicago (Olufsen, 1990)
- Nicole Mitchell / Harrison Bankhead / Hamid Drake - Indigo Trio: Live in Montreal (2007[3])
- Fred Anderson & Hamid Drake: From the River to the Ocean (Thrill Jockey, 2007)
- Roscoe Mitchell: Far Side (ECM, 2007)
- Avreeayl Ra: Frequency (Thrill Jockey, 2008)
- Nicole Mitchell Indigo Trio & Michel Edelin: The Ethiopian Princess Meets the Tantric Priest (RogueArt, 2011; mit Hamid Drake)
- Freedom (2020), mit Paul de Jong